# Sabagebu!
Sabagebu! -Survival Game Club!- (さばげぶっ!, Sabagebu!) est un manga écrit et dessiné par Hidekichi Matsumoto. 74 chapitres sont prépubliés entre décembre 2010 et décembre 2016 dans le magazine Nakayoshi de l'éditeur Kōdansha et ont été compilés en treize tomes.
Une adaptation en série télévisée d'animation produite par le studio Pierrot+ a été diffusée entre juillet et septembre 2014. Dans les pays francophones, la série est diffusée en simulcast sur Anime Digital Network et J-One.

## Synopsis
Momoka Sonokawa est une lycéenne qui vient d'être transférée dans un lycée pour filles. Elle décide de rejoindre le « Sabagebu! », un club organisant des jeux de survie sous forme d'airsoft.

## Personnages
Momoka Sonokawa (園川 モモカ, Sonokawa Momoka)
Voix japonaise : Ayaka Ōhashi
Miô Ôtori (鳳 美煌, Ōtori Miō)
Voix japonaise : Yumi Uchiyama
Maya Kyôdô (経堂 麻耶, Kyōdō Maya)
Voix japonaise : Lynn
Urara Kasugano (春日野 うらら, Kasugano Urara)
Voix japonaise : Rumi Ōkubo (en)
Kayo Gōtokuji (豪徳寺 かよ, Gōtokuji Kayo)
Voix japonaise : Nao Tōyama
Platy (カモ, Kamo)
Kazue Sonokawa (園川 かず江, Sonokawa Kazue)
Voix japonaise : Kikuko Inoue
Ena Sakura (佐倉 恵那, Sakura Ena)
Voix japonaise : Yui Horie
Yayoi Isurugi (石動 やよい, Isurugi Yayoi)
Voix japonaise : Eriko Matsui (en)
Fried Chicken Lemon (からあげ☆レモン, Kara'age Remon)
Voix japonaise : Souta Arai

## Manga
La publication du manga a débuté le 1er décembre 2010 dans le magazine Nakayoshi, et le dernier chapitre est publiée le 1er décembre 2016. Le premier volume relié est publié le 6 juin 2011 et un total de treize tomes sont commercialisés au 13 avril 2017.
Deux chapitres spéciaux sont publiés en juillet 2014 dans les magazines Morning et Weekly Shōnen Magazine.

## Anime
L'adaptation en série télévisée d'animation a été annoncée en septembre 2014. Elle est produite par le studio Pierrot+ avec une réalisation de Masahiko Ōta et un scénario de Takashi Aoshima. Elle est diffusée initialement du 6 juillet au 21 septembre 2014 sur Tokyo MX. Des épisodes bonus sont disponibles dans les coffrets DVD et Blu-ray japonais. Le générique de début YES!! est interprété par Ayaka Ohashi et celui de fin Piti Pati Sabaibaado est interprété par Gesukawa Girls.
Dans les pays francophones, la série est diffusée en simulcast sur J-One et sur Anime Digital Network.

### Liste des épisodes
| No | Titre de l’épisode en français                                                                                      | Titre original de l’épisode | Date de 1re diffusion |
| -- | --- | --- | --------------------- |
| 1  | Intégration - J'ai dit que je m'inscrivais ? Mais c'est faux ! - En fait, je voulais faire un vrai jeu de survie !  | 入部! / 入部と言ったな?あれは嘘だ / 本当はリアルなサバゲをやるつもりでした Nyūbu! / Nyūbu to Itta na? Are wa Uso da / Hontō wa Riaru na Sabage o Yaru Tsumorideshita                 | 6 juillet 2014        |
| 2  | Le piège de la miss à couettes - Préparation mentale – Tué ou être tué... en silence                                | ツインテールのワナ / 精神トレーニング / 沈黙のKILL or DIE Tsuintēru no Wana / Seishin Torēningu / Chinmoku no Kiru oa Dai                                                            | 13 juillet 2014       |
| 3  | Elle arrive ! La catastrophe ambulante débarque ! - Elle arrive aussi ! Le défi de la petite diablesse !            | ヤツが来る！嵐を呼ぶ女登場!! ／ ヤツも来る！ヘルズチルドレンの挑戦!! Yatsu ga Kuru! Arashi o Yobu On'na Tōjō!! / Yatsu Mo Kuru! Heruzu Chirudoren no Chōsen!!                        | 20 juillet 2014       |
| 4  | Destined (LOL) boy meets girl – La truie qui veut maigrir – Kamo tape l'incruste                                    | 運命(笑)のボーイミーツガールwww / 痩せる意志を嗤う豚よ / カモなマイハウス Unmei (kakko warai) no Bōi Mītsu Gāru www/ Yaseru Ishi o Warau Buta yo / Kamo na Mai Hausu                 | 27 juillet 2014       |
| 5  | L'ascension ? Jeu de survie zen – La Miss à couettes veut mourir – Guerre sainte : Le Ragnrök de l'ange et du démon | 昇天!?しずかなるサバイバル／死にぞこないのツインテ／聖戦－－天使と悪魔のラグナロク Shōten!? Shizukanaru Sabaibaru / Shinizokonai no Tsuinte /Seisen -- Tenshi to Akuma no Ragunaroku | 3 août 2014           |
| 6  | La vengeance de Yaoi Isurugi, la présidente du Conseil des élèves – Pitoyable combat sans code d'honneur            | 生徒会長石動やよいの復讐！／呆れるほど仁義なき戦い Seito Kaichō Isurugi Yayoi no Fukushū! / Akireruhodo Jinginaki Tatakai                                                            | 10 août 2014          |
| 7  | Club de chasse ! – Ce qu'on appelle un homme – HENTAI                                                               | しゅりょうぶ！ / オトコってやつは / HENTAI Shuryō-bu! / Otoko-tte Yatsu wa / Hentai                                                                                                  | 17 août 2014          |
| 8  | Ligne de défense pure ! – Les Chasseuses en ghillies blancs. Cours, Maya                                            | 純白防衛線 / 白銀の狩人たち。－麻耶、散る Junpaku Bōei-sen / Shirogane no Kariudo-tachi. - Maya, Chiru                                                                               | 24 août 2014          |
| 9  | Histoire de chiens... ou pas... – La piscine la plus proche du paradis – Mad vieux                                  | 犬かも物語 / 天国に一番近いプール / MAD 爺婆X Inu Kamo Monogatari / Tengoku ni Ichiban Chikai Pūru / Maddo Jijibaba Ekkusu                                                           | 31 août 2014          |
| 10 | Chasseurs au trésor – L'Idole triste – SAVP                                                                         | トレジャーハンター / かなしみのアイドル / さVP Torejā Hantā / Kanashimi no Aidoru / Sa VP                                                                                            | 7 septembre 2014      |
| 11 | Déco flashy - Je serai Cendrillon - Étoile filante rouge                                                            | ゴテゴテデコ / ぜったいシンデレラ / 赤い流星 Gotegote Deko / Zetsutai Tsunderera / Akai Ryūsei                                                                                       | 14 septembre 2014     |
| 12 | Adieu, mes amis ! Le dernier jour du club Sabage - Chaleureusement, de la part du club                              | さらば友よ！サバゲ部最後の日！／サバゲ部より愛を込めて Saraba Tomoyo! Sabage-bu Saigo no Hi! / Sabage-bu Yori Ai o Komete                                                            | 21 septembre 2014     |